# Aliénation politique
Pour les articles homonymes, voir Aliénation.
L'aliénation politique, en science politique, est un durable sentiment d'éloignement, voire de rejet, éprouvé par un citoyen vis-à-vis du système politique en vigueur. Dans les démocraties représentatives, cette condition conduit souvent à l'apathie des électeurs - l'abstention aux élections.

## Contenu et catégories
L'aliénation politique ne doit pas être confondue avec l'apathie des électeurs, qui décrit l'indifférence d'une personne au vote et/ou au processus de vote. Politiquement, les personnes aliénées se sentent obligées de voter mais sont limitées par leur sentiment d'insignifiance vis-à-vis du système. Ils ont le sentiment d'être sous-représentés ou pas représentés du tout par ceux qui se présentent aux élections ; leur meilleur intérêt ou leurs préoccupations ne sont pas pris en compte.
L'aliénation politique se divise en deux grandes catégories : l'incapacité politique et le mécontentement politique. Dans le premier cas, l'aliénation est imposée à l'individu par son environnement, alors que dans le second cas, elle est volontairement choisie par lui.
Il existe au moins cinq expressions d'aliénation politique:
1. Impuissance politique. Le sentiment d'un individu qu'il ne peut pas influer sur les actions du gouvernement.
2. Absurdité politique. La perception d'un individu selon laquelle les décisions politiques ne sont pas claires et prévisibles.
3. Anormalité politique. La perception d'un individu que les normes ou les règles destinées à régir les relations politiques sont en panne et que les dérogations aux comportements prescrits sont courantes.
4. Isolement politique. Le rejet par un individu des normes et des objectifs politiques qui sont largement partagés par d'autres membres d'une société.
5. Déception politique. Le désintérêt d'un individu pour une décision ou une participation politique en raison des mauvais comportements de la classe dirigeante (scandales, etc.).

L'aliénation politique est négativement liée à l'efficacité politique,.
Les conséquences électorales les plus courantes de l'aliénation politique sont l'abstention et le vote de protestation,.
Dans le système électoral actuel aux États-Unis, de nombreux électeurs estiment que leur vote n'aura pas d'importance dans leur État s'ils ne sont pas d'accord avec la majorité de la population. Les électeurs qui votent généralement démocrate aux élections générales, mais vivent dans un État principalement républicain, se sentent souvent moins enclins à voter. Il en va de même pour les républicains qui vivent dans un État principalement démocrate. Dans ces situations, les électeurs ont l'impression que leur vote n'a plus d'importance dans le collège électoral.

## Solutions possibles
L'historien belge David Van Reybrouck décrit dans son livre Contre les élections les problèmes actuels de la démocratie occidentale comme le syndrome de fatigue démocratique. Comme solution à l'aliénation des électeurs des partis et des politiciens, il préconise une démocratie délibérative basée sur le tirage au sort.